# Notiohelea pilosa
Notiohelea pilosa är en tvåvingeart som beskrevs av Gustavo R. Spinelli och Eileen D. Grogan 1990. Notiohelea pilosa ingår i släktet Notiohelea och familjen svidknott. Inga underarter finns listade i Catalogue of Life.